# سومفی
سومفی (انگلیسی: Somfy) شرکت سخت‌افزار آمریکایی است، که در سال ۱۹۶۹ تأسیس شد.